# Louis Antoine de Bougainville
Louis Antoine de Bougainville (n. 12 noiembrie 1729, Paris, Regatul Franței – d. 31 august 1811, Paris, Primul Imperiu Francez) a fost un navigator, explorator și scriitor francez.

## Origini
Louis Antoine de Bougainville s-a născut la Paris, la 12 noiembrie 1729. Frate al istoricului Jean-Pierre de Bougainville, Louis Antoine de Bougainville era fiul unui notar.

## Studii
Și-a făcut studiile la colegiul Universității, unde s-a făcut remarcat pentru aptitudinile pe care le avea în domeniile matematicii și dreptului.

## Cariera
Mai întâi a fost avocat al Parlamentului din Paris, apoi a intrat în cariera militară.
În 1754, a fost numit secretar al ambasadei la Londra și a devenit membru al Royal Society, la 8 ianuarie 1756. A fost inițiat în francmasonerie, în loja marinei «Acordul perfect», înaintea călătoriei din 1766.

## Călătorii

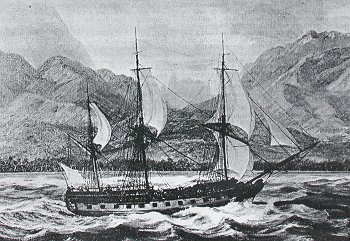
Nava La Boudeuse, cu care Bougainville a făcut călătoria în jurul lumii

Louis Antoine de Bougainville a făcut o călătorie celebră, între anii 1766 - 1769, pe care a descris-o în lucrarea sa "Voyage autour du monde".
Însoțit de un naturalist, de un desenator și de un astronom, Bougainville a plecat de la Brest, la 15 decembrie 1766, într-o călătorie în jurul lumii, la bordul fregatei La Boudeuse. O a doua navă, L'Étoile, care a plecat de la Rochefort, la 1 februarie 1767, i s-a alăturat la 13 iunie 1767 la Rio de Janeiro, după două încercări nereușite de întâlnire în insulele Malvine și la vărsarea fluviului La Plata.

### Descoperiri
În Brazilia, botanistul Philibert Commerson, îmbarcat pe nava l'Étoile a descoperit floarea pe care o va denumi, mai târziu Bougainvillée, iar această floare îi va fi dată primei soții a lui Napoleon. 

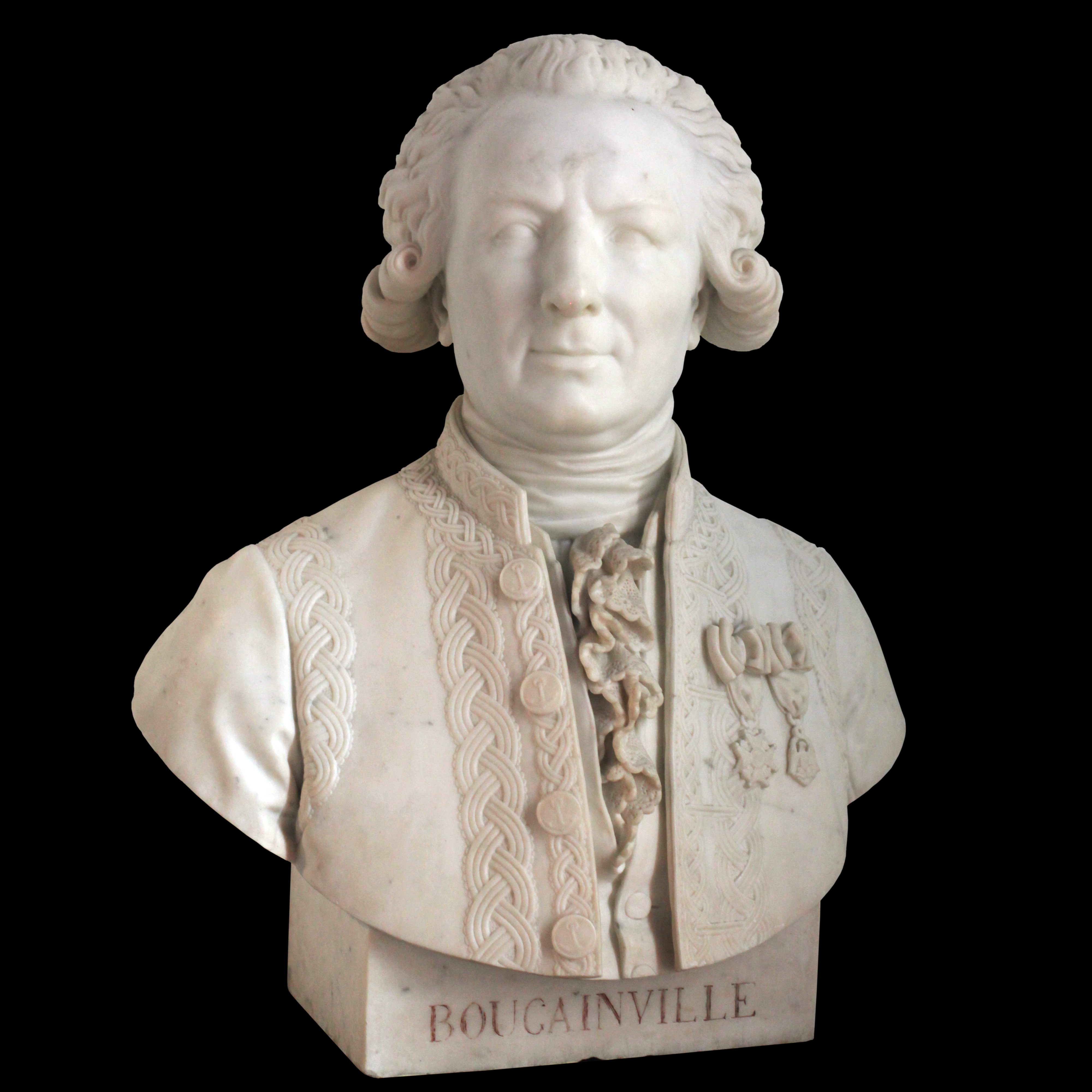
Bustul de marmură al lui Louis Antoine de Bougainville, la Muzeul Marinei din Paris (Palatul Chaillot)

În anul 1768, Louis Antoine de Bougainville a descoperit cea mai mare insulă din arhipelagul Salomon, de cca 9.000 km² și care îi poartă numele: Insula Bougainville.

## Activitate politică
În anul 1789, Louis Antoine de Bougainville făcea parte din Baillage-uldin Melun, președinte al acestei instituții fiind Louis-Marthe de Gouy d'Arsy, marele "bailli" , iar Vincent-Marie Viénot de Vaublanc era secretar al acestei instituții.

## Mormântul
Inima sa se odihnește în cimitirul Calvaire, în Montmartre, iar corpul său se odihnește la Panteonul din Paris.

## Opera

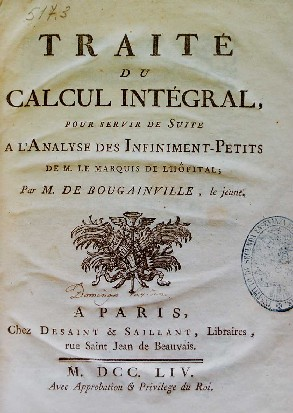
Tratat de calcul integral

- Traité du calcul intégral, pour servir de suite à l'Analyse des infiniments petits de M. le marquis de l'Hôpital (2 volumes, 1754-1756) — Texte en ligne 1 2
- Voyage autour du monde par la frégate du Roi La Boudeuse et la flûte l'Etoile en 1766, 1767, 1768, et 1769 (2 volumes, 1772)
- Essai historique sur les navigations anciennes et modernes dans les hautes latitudes septentrionales. (Comptes rendus de l'Académie des Sciences)
- Notice historique sur les sauvages de l'Amérique septentrionale. (Comptes rendus de l'Académie des Sciences)
- Écrits sur le Canada : mémoires, journal, lettres, publiés sous la direction de Roland Lamontagne, Éditions du Pélican, Sillery (Québec), 1993

## Vezi și
- Henri Queffélec